# Uć
Uć – miasto w Pakistanie, w prowincji Pendżab. W 2017 roku liczyło 42 608 mieszkańców.